# Mori Nagayoshi
Mori Nagayoshi est un nom japonais traditionnel ; le nom de famille (ou le nom d'école), Mori, précède donc le prénom (ou le nom d'artiste).
Mori Nagayoshi (森 長可, 1558-18 mai 1584) est un samouraï du clan Oda durant l'époque Sengoku et le frère ainé du célèbre Mori Ranmaru.
Nagayoshi était réputé pour son très mauvais caractère et sa férocité au combat, à tel point qu'il en est venu à être appelé le « diable ». 
Son arme favorite était un jumonji-yari nommé Ningen Mukō, forgée par Izumi no kami Kanesada. Le nom signifie littéralement que les lames de sa lance sont capables de transpercer les humains comme s'ils n'avaient pas d'os.
Lors de la bataille de Nagashima, Nagayoshi tua au moins 27 adversaires et rapporta leurs têtes à Oda Nobunaga, qui fit aussitôt son éloge, alors qu'il était pourtant réputé pour être avare en compliments. Il va de soi que cette arme était fortement liée à sa réputation guerrière. Son père Mori Yoshinari était lui aussi réputé comme un maître avec ce type d'arme.
Son engagement auprès de Toyotomi Hideyoshi durant la difficile bataille de Komaki et Nagakute lui coûta la vie au cours de la bataille de Nagakute.

## Source de la traduction
- (en) Cet article est partiellement ou en totalité issu de l’article de Wikipédia en anglais intitulé « Mori Nagayoshi » (voir la liste des auteurs).